# Élection à la direction du Parti travailliste britannique de 1994
L'élection à la direction du Parti travailliste de 1994 a eu lieu en 1994 pour élire le chef du Parti travailliste à la suite du décès de John Smith. Margaret Beckett assure l'intérim jusqu'à l'élection d'un nouveau dirigeant.
L'élection se tient selon les nouvelles règles adoptées en 1993. Désormais, la règle est "un membre = une voix".
Margaret Beckett est la première femme à se présenter pour être la cheffe du parti travailliste. Tony Blair est candidat. Il a passé un accord dans le restaurant Granita à Islington avec le Chancelier de l'Échiquier du cabinet fantôme, Gordon Brown. Cet accord prévoit que Tony Blair soit le chef du parti et que Gordon Brown soit le Chancelier de l'Échiquier en cas de victoire des travaillistes lors des prochaines élections générales.
Tony Blair est élu chef du parti.

## Candidats
| Nom | Nom              | Mandat(s)                                                                           |
| --- | ---------------- | ----------------------------------------------------------------------------------- |
|     | Tony Blair       | Secrétaire d'État à l'Intérieur du cabinet fantôme Député pour Sedgefield           |
|     | John Prescott    | Secrétaire d'État à l'emploi du cabinet fantôme Député pour Kingston upon Hull East |
|     | Margaret Beckett | Cheffe adjointe du parti Députée pour Derby South                                   |

## Résultats
| Candidat | Candidat         | Députés/ Députés européens (33,3 %) | Députés/ Députés européens (33,3 %) | Adhérents du parti (33,3 %) | Adhérents du parti (33,3 %) | Soutiens affiliés (33,3 %) | Soutiens affiliés (33,3 %) | Total |
| Candidat | Candidat         | Voix                                | %                                   | Voix                        | %                           | Voix                       | %                          | %     |
| -------- | ---------------- | ----------------------------------- | ----------------------------------- | --------------------------- | --------------------------- | -------------------------- | -------------------------- | ----- |
|          | Tony Blair       | 407 637                             | 52,3                                | 100 313                     | 58,2                        | 198                        | 60,5                       | 57,0  |
|          | John Prescott    | 221 367                             | 28,4                                | 42 053                      | 24,4                        | 64                         | 19,6                       | 24,1  |
|          | Margaret Beckett | 150 422                             | 19,3                                | 29 990                      | 17,4                        | 65                         | 19,9                       | 18,9  |